# Fall Be Kind
Fall Be Kind ist eine EP von Animal Collective. Sie wurde am 23. November 2009 als MP3- und WAV-Download veröffentlicht. Am 14. Dezember sowie am 15. Dezember 2009 erschien die EP weltweit als CD und 12"-Vinyl. Manche Plattenläden in Australien und Neuseeland begannen aufgrund der dortigen Tour-Präsenz der Band, die Platte schon über eine Woche vorher zu verkaufen.
Am 18. November 2009 verschickte Domino Records aus Versehen vorbestellte CDs von Fall Be Kind vorm eigentlichen Veröffentlichungsdatum zu den Kunden. Dies führte zu einem kompletten Leak des Albums im Internet.

## Entstehungsgeschichte
Fall Be Kind beinhaltet neuere Favoriten von Live-Konzerten, nämlich "Graze" und "What Would I Want? Sky". Der letztere Song enthält das allererste legale Grateful-Dead-Sample und erhielt als zweiter Song in der Geschichte des Musik-Webzines Pitchfork Media die perfekte Wertung "10,0/10".
Das Album wurde im Februar 2008 von Ben Allen im Sweet Tea Recording Studio in Oxford (Mississippi) aufgenommen, wo die Band auch das Vorgängeralbum Merriweather Post Pavilion aufnahm. Im August 2009 nahm die Band die restlichen Stücke im "Mission Sound" in Brooklyn auf.

## Rezeption
"Fall Be Kind" wurde von der Presse sehr positiv aufgenommen. Lewis P. von "Sputnikmusic" schrieb: "[Die EP] hatte die unmögliche Aufgabe, einem der meist-gehypten Alben des Jahrzehnts zu folgen und doch bricht die EP kaum in Schweiß aus." P. gab der Platte die Höchstwertung.
Bei Plattentests.de gab der Kritiker Tobias Hinrichs der EP 7/10 Punkte und schreibt:

„Deshalb ehrt es "Fall be kind" zusätzlich, dass Animal Collective sich genau diesen großen Beginn gönnen, um hinterher ein wenig rumzudrucksen. Verschiedene andere Lösungen wären denkbar gewesen, doch nur so erspielt sich "Fall be kind" eine Ehrlichkeit, die sogleich als Sympathiebonus durch die gesamte halbe Stunde springt. Damit sind Animal Collective durch einen erneut sehr kleinen, doch weitreichenden Kniff absolut und ausschließlich bei sich selbst. Stellen die Geräte ab, treiben die Kastraten aus dem Studio, entlassen Scooby Doo endlich in eine wohlverdiente Ohnmacht. Und machen - wie Tare verkündet - erstmal Pause. Wer's glaubt…“

## Titelliste
1. Graze – 5.22
2. What Would I Want? Sky – 6.45
3. Bleed – 3.29
4. On a Highway – 4.36
5. I Think I Can – 7.10